# Ivan Marković (cầu thủ bóng đá, sinh 1991)
Ivan Marković (Kirin Serbia: Иван Марковић; sinh ngày 23 tháng 12 năm 1991) là một tiền đạo bóng đá Serbia, thi đấu cho Javor Ivanjica.